# Technomyrmex kraepelini
Technomyrmex kraepelini é uma espécie de formiga do gênero Technomyrmex.